# Sémillon

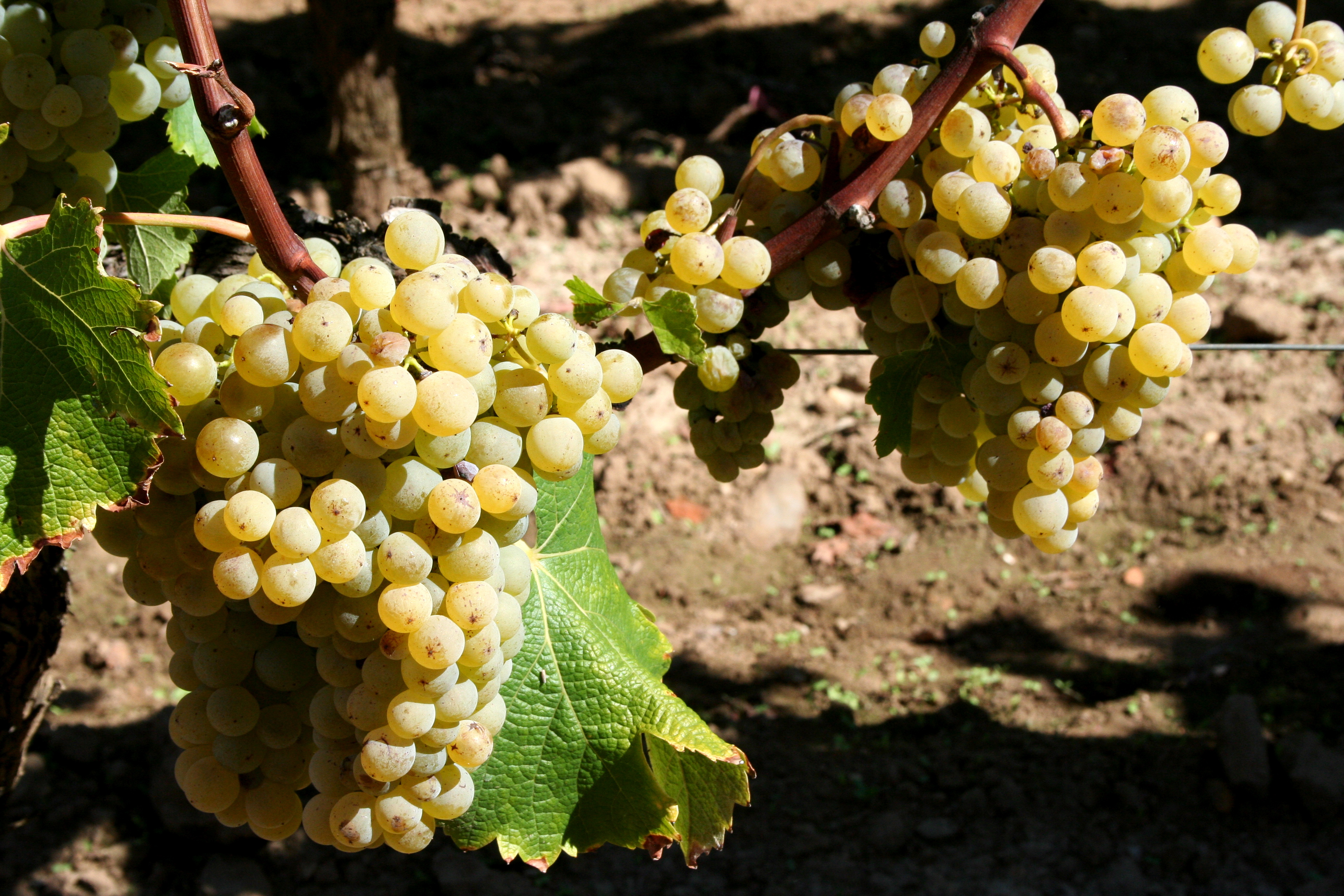
Sémillontrauben

Sémillon ist eine Weißweinsorte, die besonders in Frankreich (11.566 Hektar im Jahr 2010) ihre Verbreitung und Bedeutung hat. Weil Sémillon aufgrund der dünnen Schale für Edelfäule anfällig ist, können Süßweine wie der Sauternes daraus hergestellt werden. Sie ist die Basissorte für die Spitzenweine von Sauternes.

## Abstammung, Herkunft
Es handelt sich um eine alte französische Sorte, vermutlich aus den Wäldern der Gironde. Sie ist dort im 16. Jahrhundert aufgetaucht. Eine DNA-Analyse bestätigte 2009 eine enge Verwandtschaft mit der Sorte Sauvignon Blanc.
Sémillon heißt übersetzt „kleiner Sämling“, könnte sich aber auch aus dem Anbaugebiet Saint-Emillion ableiten. Erwähnt wurde sie 1771 in Puy-l’Évêque in Okzitanien.

## Ampelografische Sortenmerkmale
- Die Triebspitze ist offen. Sie ist weißwollig bis fast filzig behaart, grünlich mit leicht rötlichem Anflug. Die gelben, bronzefarben gefleckten und leicht blasigen Jungblätter sind nur leicht wollig behaart.
- Die mittelgroßen Blätter sind fünflappig und tief gebuchtet. Die Stielbucht ist Lyren-förmig offen. Das Blatt ist stumpf gezahnt. Die Zähne sind im Vergleich zu anderen Rebsorten mittelweit gesetzt.
- Die walzenförmige Traube ist mittelgroß, geschultert und dichtbeerig. Die rundlichen Beeren sind mittelgroß und von goldgelber Farbe, die bei Vollreife der Beeren ins leicht Rosafarbene wechselt. Die Beeren besitzen  eine dünne Schale und haben im Geschmack eine leichte Muskatnote.

Reife: ca. 20 Tage nach dem Gutedel mittel reifend.

## Verbreitung
Sie ist mit 22.047 ha 2015 (34.000 ha 1998) Anbaufläche weltweit stark rückläufige, trotzdem zählt die sie zu den besonders edlen Sorten. Ihre größte Verbreitung und Bedeutung hat sie in Frankreich.

### Frankreich

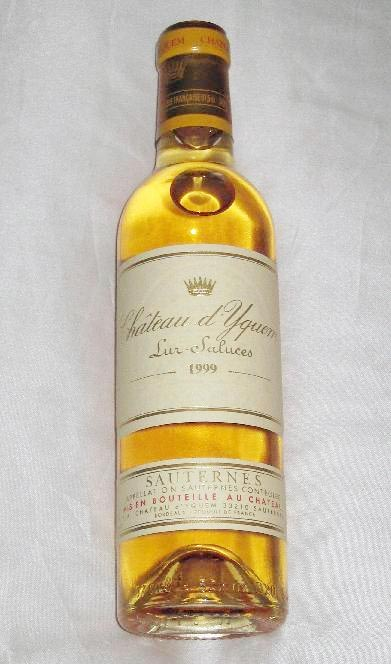
0,375 l Bouteille aus Sauternes vom Château d'Yquem

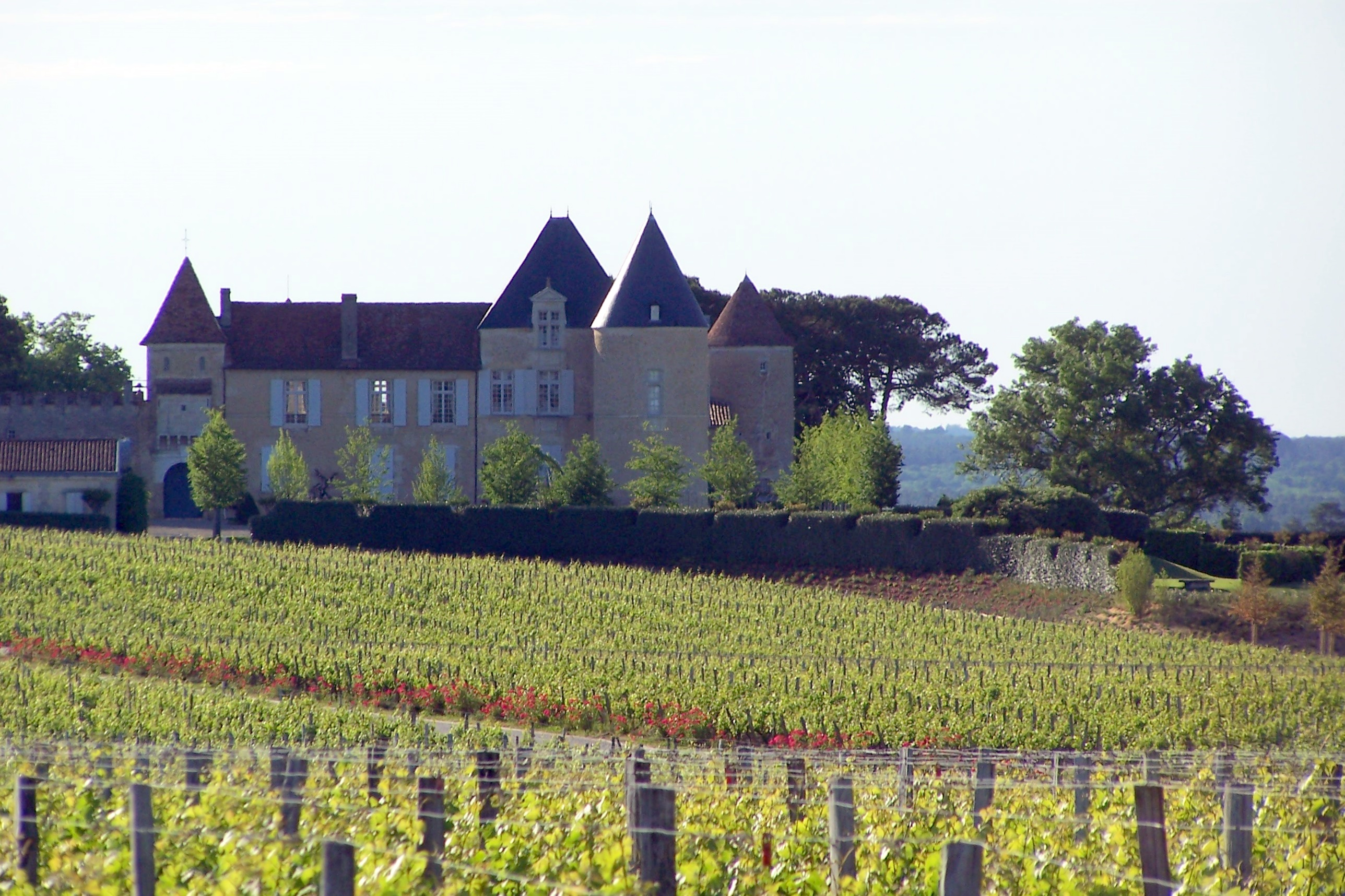
Schloss Château d'Yquem

Sie ist mit Muscadelle und Sauvignon Blanc an den großen Süßweinen des Bordeaux wie Sauternes und Barsac, Cérons, Loupiac, Sainte-Croix-du-Mont und Cadillac beteiligt. Ähnliches gilt für die Süßweine der Weinbauregion Sud-Ouest mit ihren Appellationen Bergerac, Monbazillac, Montravel und Saussignac. Darüber hinaus findet die Sorte Verwendung in den Weißweinen von Rosette, Côtes de Duras, Côtes de Blaye, Côtes de Bourg und Graves sowie im Schaumwein Crémant de Bordeaux. In der Provence ist sie im Rebsortenmix der Appellationen Côtes de Provence, Coteaux Varois en Provence und Coteaux d’Aix-en-Provence zugelassen.
Im Jahr 2008 schlossen sich 17 Weingüter des Bordeaux, darunter so namhafte wie Château d’Yquem, Château Olivier, Château Suduiraut und Château La Tour Blanche in einem Gemeinschaftsprojekt zusammen, mit dem Ziel, bei knapper werdendem Rebmaterial eigene Klone nachzuziehen.

### Andere Weinbauländer
Weitere Flächen finden sich in Chile (846 ha, Stand 2010), Argentinien, Südafrika (1.182 ha, Stand 2010), Australien (6.112 ha, Stand 2010), Israel und Kalifornien.

## Wein
Sémillon wird oft gemeinsam mit Sauvignon Blanc und Muscadelle verschnitten, mit dem sie sich ideal ergänzt. Im Bordeaux ist sie vor allem am Rive gauche (linkes Ufer der Garonne) vertreten. Hier ist sie in den Süßweinen des Bereichs Graves (mit Cérons und Sauternes) enthalten, zum Beispiel im wohl berühmtesten französischen Süßwein Château d’Yquem. Sémillon bringt Süße und Öligkeit und sichert Langlebigkeit. Goldfarben, likörartig, kräftig, elegant, langlebig. Feiner Duft nach Honig, Linden- und Akazienblüten. Traditionell werden die Weine im Barrique ausgebaut. Die Weine sind zur Abfüllung blassgelb bis bernsteingold. Auf der Flasche vertieft sich die Farbe, bis sie schließlich einen fuchsroten Anflug bekommt. Die vordergründige Süße verliert sich, wirkt nach mehreren Jahrzehnten Lagerung fast trocken und karamellisiert.
Ebenso werden aber auch ausgezeichnete trockene Weine aus ihr gekeltert, wie unter anderem im Bereich Pessac-Léognan.

## Eigenschaften

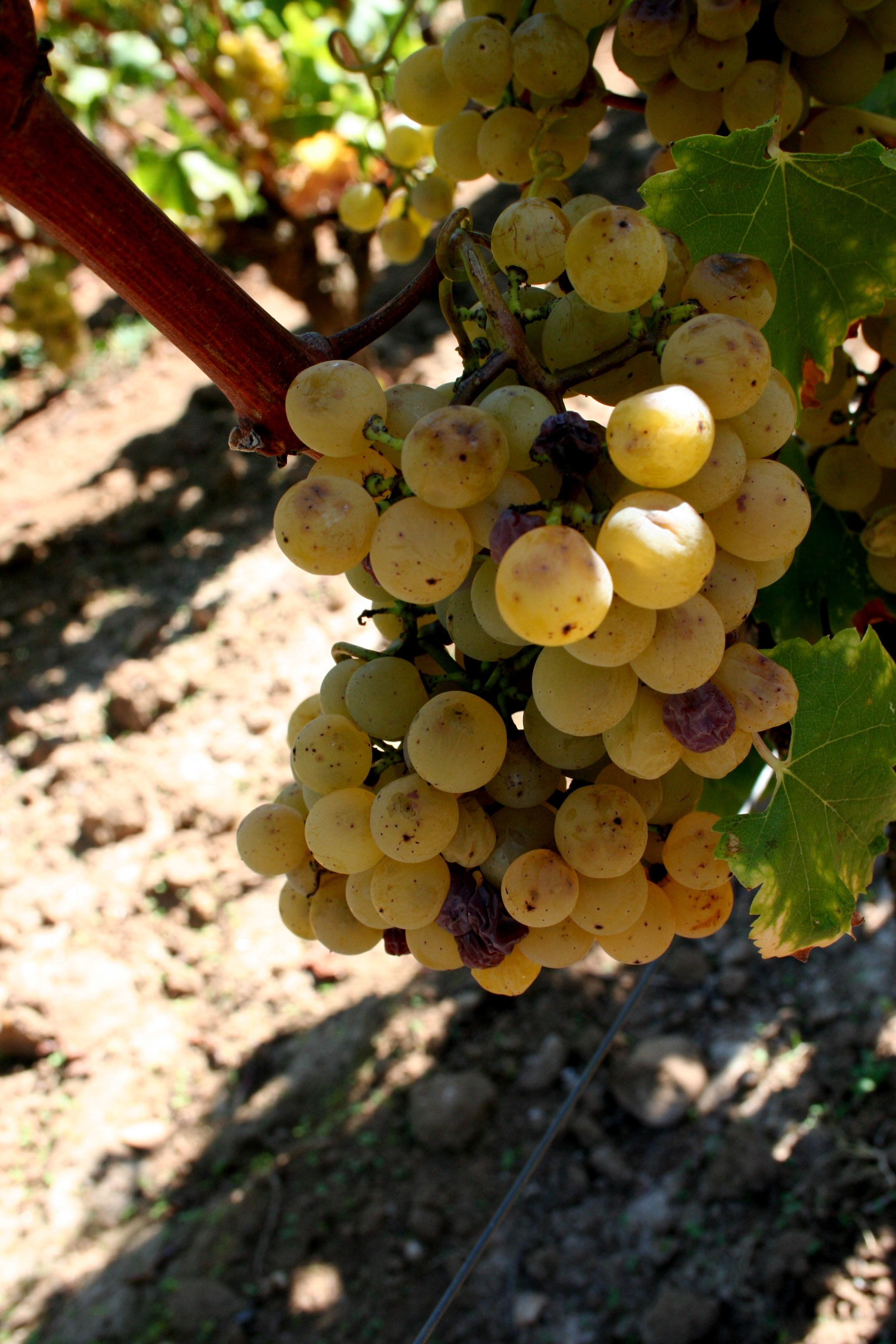
Eingeschrumpfte Beeren und Botrytisbefall

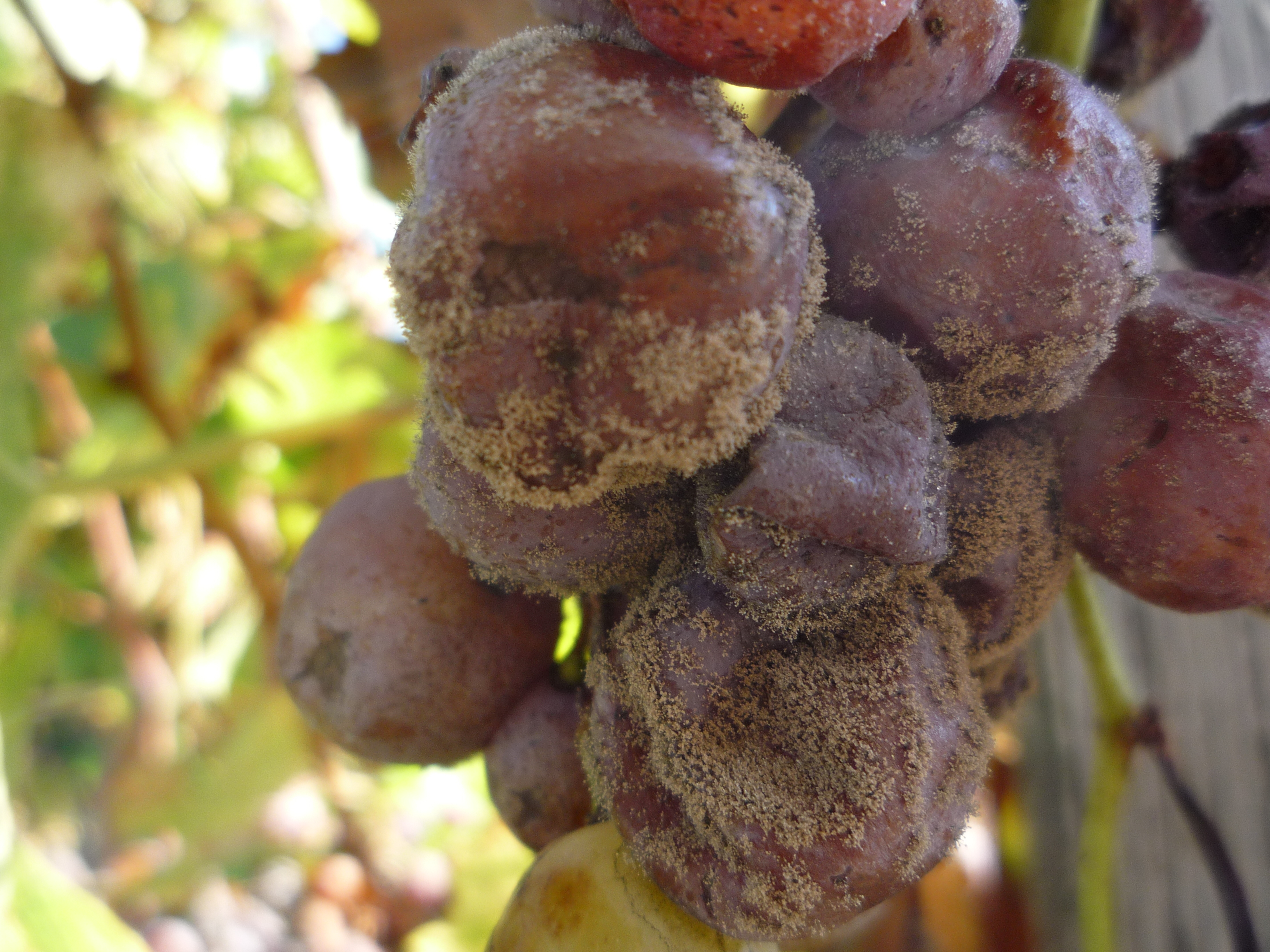
Beeren mit Edelfäule

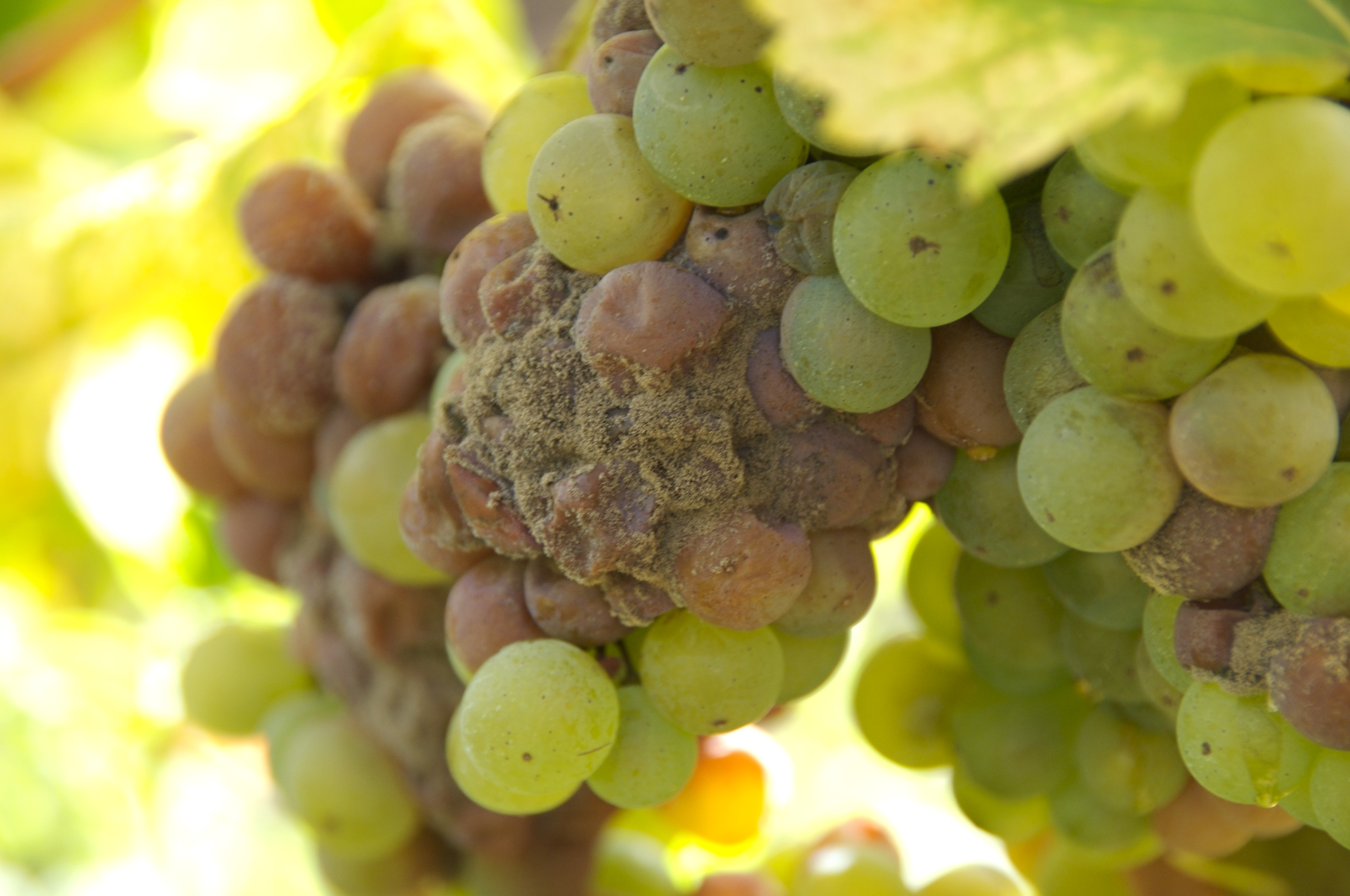
Trauben mit Edelfäule

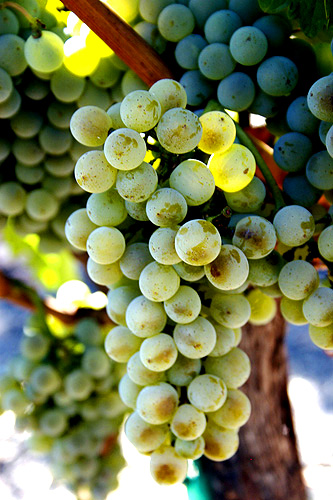
Sémillontrauben in Napa Valley ohne Botrytisbefall

Die Sorte ist kaum anfällig gegen den Echten Mehltau und den Falschen Mehltau, neigt kaum zur Verrieselung und kommt gut mit der Trockenheit in den Sommermonaten zurecht. In feuchten Jahren werden die Beeren häufig von der Rohfäule befallen. Werden die Beeren jedoch erst im Herbst vom Schimmelpilz Botrytis cinerea befallen, entsteht die für die edelsüßen Dessertweine erforderliche Edelfäule.

## Ertrag
Trotz mittelhoher Erträge sind diese mit 80–90 hl/ha meist noch zu hoch, so dass durch eine gezielte Traubenausdünnung eine Ertragsminderung durchgeführt werden muss, um gute Weinqualitäten zu erzielen.

## Synonyme
Synonyme 58: Barnawartha Pinot, Blanc Doux, Blanc Sémillon, Boal, Boal No Douro, Cheviler, Chevrier, Chevrier Blanc, Colombar, Colombarride, Colom, Daune Verte, Dausne, Feher Sémillon, Goulon Blanc, Goulu Blanc, Grüne Traube, Greengrape, Groendruif, Gros Semillon, Hunter River Riesling, Madeira, Maisois B., Malaga, Malaga Bianco, Mances Blanc, Mansois Blanc, Marcillac, Monsois Blanc, Oron Sémillon, Petit Sémillon, Petrichtraube Weisse, Saint Semillon, Sauternes, Semijon, Semilao, Semilhao, Semilion, Sémillon Bianco, Sémillon Bijeli, Sémillon Blanc, Sémillon Blauen, Sémillon Crucillant, Sémillon Feher, Sémillon Grugillant, Sémillon Muskatellertraube, Semillon Picolo, Semillon Roux, Semillon Weisser, Semillon Weiss, Semilon, Semilyon, Seminon, Sercial, Sötern, St. Emilion, Weintrauben, Wynedruif.